# Џон Вик
Џон Вик (енгл. John Wick) је амерички неоноар акциони трилер филм из 2014. године редитеља Чада Стахелскија а по сценарију Дерека Колстада. Продуценти филма су Базил Иваник, Дејвид Лајтч, Ева Лонгорија и Мајкл Вајтерил. Музику су компоновали Тајлер Бејтс и Џоел Ричард.
Глумачку екипу чине Кијану Ривс, Мајкл Никвист, Алфи Ален, Адриан Палицки, Бриџет Мојнахан, Дин Винтерс, Ијан Макшејн, Џон Легвизамо и Вилем Дафо. Светска премијера је била одржана 24. октобара 2014. у Сједињеним Америчким Државама.
Буџет филма је износио 30 000 000 долара, а зарада од филма је 88 800 000 $.

## Радња
Након изненадне смрти вољене жене, Џон Вик (Кијану Ривс) добија последњи поклон од ње – штене бигла Дејси и поруку у којој га моли да не заборави како је то волети. Џонова жалост бива прекинута када његов мустанг из 1969. године привуче пажњу садистичког криминалца Јосифа Тарасова (Алфи Ален). Кад Џон одбије да му прода ауто, Јосиф и његови помоћници му проваљују у кућу, краду ауто, пребијају га до несвести, и убијају Дејси, али нису свесни да су управо пробудили једног од најбруталнијих убица икад виђеног у свету подземља. 
Џонова потрага за украденим аутом одвлачи га у делове Њујорка које туристи никада неће видети, подземни свет криминала којим је Џон Вик једном владао. Џон ускоро сазнаје да тражи сина Вига Тарасова (Мајкл Никвист), окрутног шефа руске мафије и свог бившег партнера који му уцењује главу у нади да спаси своје дете. Како би преживео Џон опет постаје немилосрдни убица и упушта се у борбу с Вигом и његовим војницима у којој можда нико неће преживети.

## Улоге
| Глумац          | Улога           |
| --------------- | --------------- |
| Кијану Ривс     | Џон Вик         |
| Мајкл Никвист   | Виго Тарасов    |
| Алфи Ален       | Јосиф Тарасов   |
| Адриан Палицки  | госпођа Перкинс |
| Бриџет Мојнахан | Хелен Вик       |
| Дин Винтерс     | Ави             |
| Ијан Макшејн    | Винстон         |
| Џон Легвизамо   | Аурелио         |
| Вилем Дафо      | Маркус          |